# Факултет по обществено здраве (Медицински университет – София)
Факултетът по обществено здраве „Проф. д-р Цекомир Воденичаров, дмн“ (ФОЗ) е четвъртият факултет на Медицинския университет в София.

## История
Факултетът по обществено здраве е създаден през 2001 г. с подкрепата на Пакта за стабилност и в партньорство с водещи институции от страните на Европейския съюз и Световната здравна организация. Започва само с две катедри – „Управление на здравните грижи“ и „Медицинска педагогика“ и 7 щатни преподаватели. Наследник е на Факултета по сестринско дело към Медицинския университет в София. Създател и първи декан на ФОЗ е проф. д-р Цекомир Воденичаров. 
ФОЗ е разположен на ІV етаж в сградата на УМБАЛ „Царица Йоанна – ИСУЛ“.
С решение на Академичния съвет на МУ-София от 26 октомври 2020 г., ФОЗ е преименуван на Факултет по обществено здраве „Проф. д-р Цекомир Воденичаров, дмн“ със следните мотиви: „във връзка с 25-годишния юбилей на факултета и за особено значимите заслуги на проф. д-р Цекомир Воденичаров, дмн за развитието на медицинската наука и за утвърждаването на Факултетите по обществено здраве в системата на висшето образование в Република България“.

## Настоящо ръководство (2023 – 2027 г.)
- Декан: проф. Александрина Цекомирова Воденичарова, дм
- Зам. декан по учебната дейност: проф. Тодор Георгиев Кундуржиев, дм
- Зам. декан по научно-изследователска дейност и акредитация: проф. д-р Вили Славчев Захариев, дм
- Зам. декан по следдипломно обучение: проф. Галина Стамова Чанева, дм
- Зам. декан по международна дейност и проекти: проф. д-р Анжелика Спасова Велкова-Монова, дмн

## Управление
Органи на управление на ФОЗ са Общото събрание, Факултетният съвет, Деканът и Деканския съвет, катедрените съвети.

## Катедри
В състава на ФОЗ влизат 10 катедри.
- Здравна политика и мениджмънт
- Икономика на здравеопазването
- Социална медицина
- Здравни грижи
- Трудова медицина
- Оценка на здравните технологии
- Превантивна медицина
- Медицинска педагогика
- Кинезитерапия
- Биоетика

## Специалности
Във Факултета по обществено здраве се провежда редовно и задочно обучение по следните специалности:

### Образователно-квалификационна степенБакалавър
- Акушерка
- Медицинска сестра
- Лекарски асистент
- Кинезитерапия
- Обществено здраве и здравен мениджмънт
- Управление на здравните грижи

### Образователно-квалификационна степенМагистър
- Обществено здраве и здравен мениджмънт
- Управление на здравните грижи
- Управление на клинични изпитвания
- Кинезитерапия
- Стратегически мениджмънт на фармацевтичната дейност
- Трудова медицина и работоспособност

### Образователна и научна степен „доктор“
ФОЗ е акредитирано научно звено за обучение на докторанти по следните научни специалности:
- Социална медицина и организация на здравеопазването и фармацията
- Медицина на бедствените ситуации
- Хигиена